# Весёлкин, Николай Петрович
Никола́й Петро́вич Весёлкин (10 января 1937, Ленинград — 24 ноября 2023) — советский и российский физиолог, академик Российской академии наук, доктор медицинских наук, профессор.

## Титулы и должности
- Доктор медицинских наук (1974)
- Член-корреспондент РАН (30.05.1997)[1]
- Академик РАН, член Отделения физиологии и фундаментальной медицины РАН, секция физиологии (22.12.2011)
- Член Президиума Санкт-Петербургского научного центра РАН
- Заведующий кафедрой физиологии Санкт-Петербургского государственного университета
- Директор Института эволюционной физиологии и биохимии имени И. М. Сеченова РАН (2004—2015)
- Заведующий Лабораторией эволюции межнейронного взаимодействия ИЭФБ
- Главный редактор «Журнала эволюционной биохимии и физиологии»
- Главный редактор «Российского физиологического журнала имени И. М. Сеченова»

## Биография
Сын академика АМН СССР Петра Николаевича Весёлкина, внук художника Дмитрия Николаевича Кардовского и патофизиолога Николая Васильевича Весёлкина, правнук академика Военно-медицинской академии патофизиолога Петра Михайловича Альбицкого.
Окончил Первый Ленинградский медицинский институт. С 1960 года работал в Институте эволюционной физиологии, с 1983 года — заведующий лабораторией эволюции межнейронного взаимодействия, в 1988 — 1994 годах — заместитель директора, с 2004 по 2015 год —директор института. Занимался исследованием зрительной и соматосенсорной систем, синаптической передачей.
Заведовал кафедрой медицинского факультета СПбГУ.

## Награды
- Премия имени Л. А. Орбели (2007) — за цикл работ по исследованию морфо-функциональной эволюции нервной системы позвоночных
- Премия Правительства Санкт-Петербурга за выдающиеся научные результаты в области науки и техники (премия имени И. П. Павлова в области физиологии и медицины) — 2009 год[3].